# Escorihuela
Escorihuela – gmina w Hiszpanii, w prowincji Teruel, w Aragonii, o powierzchni 56,99 km². W 2014 roku gmina liczyła 160 mieszkańców.